# Cyrtogaster sanctaclarae
Cyrtogaster sanctaclarae is een vliesvleugelig insect uit de familie Pteromalidae. De wetenschappelijke naam is voor het eerst geldig gepubliceerd in 1964 door De Santis.